# Dolicheremaeus heterotrichus
Dolicheremaeus heterotrichus är en kvalsterart som beskrevs av J. och P. Balogh 1986. Dolicheremaeus heterotrichus ingår i släktet Dolicheremaeus och familjen Tetracondylidae. Inga underarter finns listade i Catalogue of Life.